# Ruth Underhill

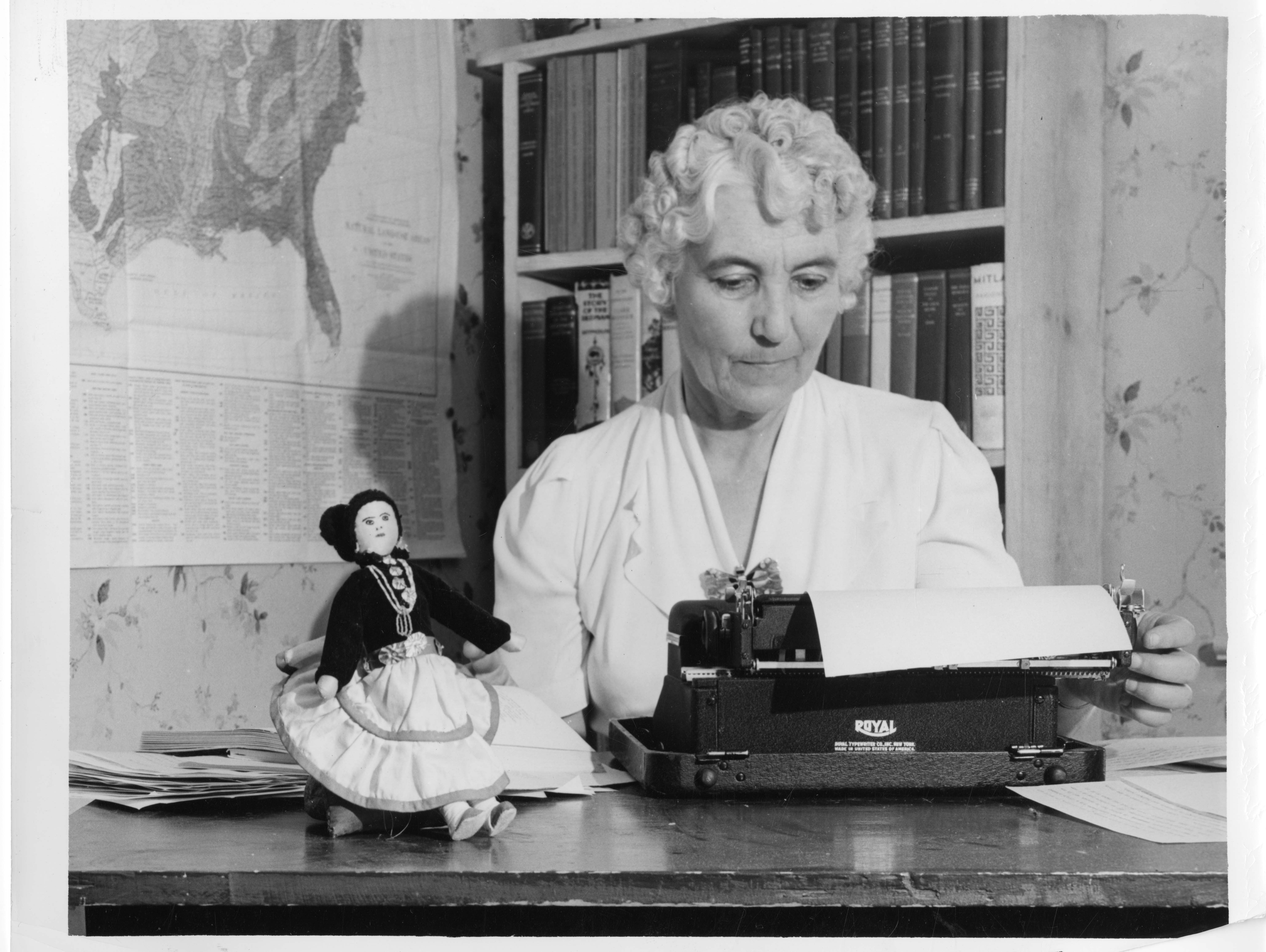
Ruth Underhill

Ruth Murray Underhill (* 22. August 1883 in Ossining; † 15. August 1984 in Denver) war eine US-amerikanische Anthropologin.

## Leben
Ruth Underhill wurde 1883 als ältestes von vier Kindern des Anwaltes Abram Sutton Underhill und dessen Ehefrau Anna Taber Murray Underhill geboren. Ihre Schwester Elizabeth war Frauenrechtlerin, Juristin und eine der ersten Bankdirektorinnen, ihr Bruder Robert Underhill (1889–1983) war Professor an der Harvard University und ein bekannter Bergsteiger. Wie ihr Bruder war auch Ruth Underhill leidenschaftliche Bergsteigerin.
Ruth ging in die Mädchenschule in ihrem Geburtsort. Anschließend besuchte sie die Vorbereitungskurse des Bryn Mawr College und schrieb sich 1901 am Vassar College ein. Sie studierte Englisch und Sprachen, erhielt einen Bachelor-Abschluss und wurde 1905 Mitglied von Phi Beta Kappa. Nach ihrem Abschluss reiste sie durch Europa und studierte Sprachen und Soziologie an der London School of Economics und der Ludwig-Maximilians-Universität München. Sie sprach fließend Deutsch, Französisch, Italienisch und Spanisch.
Ab 1905 arbeitete Underhill als Sozialarbeiterin für die Massachusetts Society for the Prevention of Cruelty to Children (deutsch: Gesellschaft zur Vermeidung von Kindesmisshandlung) und kümmerte sich um italienische Familien. Gegen Ende des Ersten Weltkriegs arbeitete sie für das Rote Kreuz im Komitee für Behinderte und dann im Sommer 1919 bei einer Hilfsorganisation, die sich darum kümmerte, Waisen in Italien ein Zuhause zu geben. Anschließend untersuchte sie für die Rockefeller Foundation Kinderarbeit in Italien und kehrte dann nach New York zurück.
Schon nach ihrer Ausbildung im Vasser College hatte Underhill begonnen, für Zeitungen zu schreiben. 1920 erschien ihr erster Roman The White Moth. Es folgten drei weitere Romane.
1919 heiratete Ruth Underhill Charles Cecil Crawford. Das Paar trennte sich 1929 freundschaftlich.  Nach ihrer Scheidung entschloss sich Underhill im Alter von 46 Jahren zu einem neuen Studium. Sie schrieb sich an der Columbia University ein und besuchte Kurse in Ökonomie, Soziologie und Philosophie. Sie entschloss sich letztlich zu einem Studium der Anthropologie bei Ruth Benedict. Franz Boas, Leiter des Fachbereichs Anthropologie, stellte die Mittel bereit, dass Underhill den Indianerstamm der Tohono O’Odham (auch Papago-Indianer) in Arizona studieren konnte. Ihre Dissertation mit dem Titel Social Organization of the Papago Indians wurde 1937 veröffentlicht. Aufgrund ihres Alters hatten sie die Indianer bei sich aufgenommen und ließen sie einige Sommer bei sich wohnen. Underhill interessierte sich besonders für die Frauen des Stammes. Später schrieb sie das Buch Autobiography of a Papago Woman, dass das Leben der Indianerin Maria Chona nachzeichnete.
1953 erschien ihr bekanntestes Buch Red Man’s America, das 1956 von KRMA-TV in einer Serie von 30 Dokumentarfilmen verfilmt wurde, die auf dem Buch beruhten und den gleichen Titel trugen. Jeder Film konzentrierte sich auf eine Region in Nordamerika und zeigte die Indianer dort und ihre Kultur.
Nach ihrem Studienabschluss an der Columbia University arbeitete Underhill zunächst für den Natural Resources Conservation Service des Landwirtschaftsministeriums der Vereinigten Staaten und dann für das Bureau of Indian Affairs (BIA). Von 1934 bis 1942 war Underhill stellvertretende Abteilungsleitern für die Bildungsprogramme für Indianer in Santa Fe, New Mexico, dann von 1942 bis 1948 Abteilungsleiterin in Denver. In dieser Rolle reiste sie viel und arbeitete mit den Lehrern in den Reservaten an einem Lehrplan für die Internate von Indianern. Sie assistierte außerdem bei Verhandlungen zwischen dem BIA und den Indianern.
Nach dem Zweiten Weltkrieg wurde das BIA umstrukturiert und Underhills Arbeitsstelle geriet in Gefahr. Sie fing deshalb an, ab Oktober 1948 Gastvorträge anzunehmen. 1949 erhielt sie einen Ruf auf den Lehrstuhl für Anthropologie an der University of Denver und blieb dort vier Jahre. Nach ihrer Emeritierung reiste sie viel, schrieb Bücher und lehrte am New York State Teachers College in New Paltz und dem Colorado Women’s College.

## Ehrungen und Auszeichnungen
1979 wurde Underhill von den Tohono O’Odham für ihre Dokumentationsarbeit ausgezeichnet. 1980 ehrten auch die Gila River Reservation O’Odhams Underhill. Am 28. Oktober 1981 erhielt sie von den Colorado River Indian Tribes eine Auszeichnung für ihre Bemühungen, die Kultur der Stämme festzuhalten. Von den White Buffalo Council of American Indians bekam sie einen „Friendship Award“.
Die University of Denver verlieh ihr 1962 die Ehrendoktorwürde ebenso wie die University of Colorado im Jahr 1965. Im Juni 1984 verlieh die American Anthropological Association Underhill eine besondere Anerkennung für die Lehr- und Forschungstätigkeit im Hinblick auf ihre Bemühungen, der Anthropologie Popularität zu verschaffen. 1985 schuf der Denver Women’s Press Club ein Stipendium zu Underhills Ehren; das Stipendium erhält ein Studierender der University of Colorado für besondere Leistungen in Kreativen Schreiben.

## Schriften

### Romane
- The White Moth. 1920
- Hawk Over Whirlpools. 1940
- Beaverbird. 1959
- Antelope Singer. 1961

### Sach- und Fachbücher
- Here Come the Navajo!. Ca. 1934–1947
- Autobiography of a Papago Woman. 1936
- Social Organization of the Papago Indians. 1937
- Singing for Power. 1938
- First Penthouse Dwellers of America. 1938
- A Papago Calendar Record. University of New Mexico, 1938
- Social Organization of the Papago Indians. Columbia University Press, 1939
- The Papago Indians of Arizona and their Relatives the Pima. 1941
- Pueblo Crafts. United States Indian Service, 1946
- Papago Indian Religion. Columbia University Press, 1946
- Workaday Life in the Pueblos. 1946
- Indians of the Pacific Northwest, 1946
- Ceremonial Patterns in the Greater Southwest. 1948
- Red Man’s America. 1953
- The Navajos. 1956
- Religion Among American Indians. 1957
- Withdrawal as a Means of Dealing with the Supernatural. 1961
- Red Man’s Religion. 1965
- First Came the Family. 1967
- So Many Kinds of Navajo. 1971
- The Papago and Pima Indians of Arizona. 1979, ISBN 0-910584-52-4
- Religious Practices of the Papago Indians.

### Essays
- Papago Child Training. In: Marriage and Family Living, Nov. 1942
- mit Edward Castetter: Ethnobiology of the Papago Indians. In: University of New Mexico Bulletin #275, 1935
- The Papago Family. In: Comparative Family Systems, 1965